# Sto tysięcy razy
Sto tysięcy razy – piąty singel polskiego rapera White’a 2115 z jego szóstego albumu studyjnego, zatytułowanego Rockst4r, powstały przy gościnnym udziale polskiego rapera Chivasa. Singel został wydany 10 października 2024.

## Geneza utworu i historia wydania
Piosenka została napisana i skomponowana przez Sebastiana Czekaja i Krystiana Gierakowskiego, który również odpowiada za produkcję utworu. 
Singel ukazał się w formacie digital download 10 października 2024 w Polsce wydaniem własnym w dystrybucji Sony Music Entertainment Poland. Piosenka została umieszczona na szóstym albumie studyjnym White’a 2115 – Rockst4r.

## Teledysk
Do utworu powstał teledysk w reżyserii Ice Bobo i Michała Rybaczewskiego, który udostępniono 11 października 2024 za pośrednictwem serwisu YouTube.

## Lista utworów
- Digital download[2]

1. „Sto tysięcy razy” – 2:29

## Notowania

### Pozycje na listach sprzedaży
| Kraj   | Lista (2024)             | Najwyższa pozycja |
| ------ | ------------------------ | ----------------- |
| Polska | Billboard Poland Songs   | 6                 |
| Polska | OLiS – single w streamie | 7                 |